# 瓦尔甘迪原住民区
瓦尔甘迪（Wargandí）是巴拿馬的一個市级原住民区，屬達連省，2000年成立。面積775平方公里。